# 韩莽
韩莽，中华人民共和国政治人物、全国脱贫攻坚先进个人。

## 生平
韩莽任云南省大理白族自治州漾濞彝族自治县顺濞镇顺濞村和富恒乡长寿村原驻村第一书记、扶贫工作队队长，中国冶金地质总局三局党建工作部干部。因在脱贫攻坚战中作出突出贡献，2021年2月25日全国脱贫攻坚总结表彰大会上，韩莽被授予“全国脱贫攻坚先进个人”。